# 藤娘
藤娘（ふじむすめ）は、
1. 大津絵の画題。娘が黒の塗り笠に藤づくしの衣装で藤の花枝をかたげている姿。
2. 大津絵に題をとった歌舞伎舞踊（日本舞踊）の演目、及びその伴奏の長唄[1]。

藤娘の姿は多くの日本人形や羽子板の押絵にも用いられている。

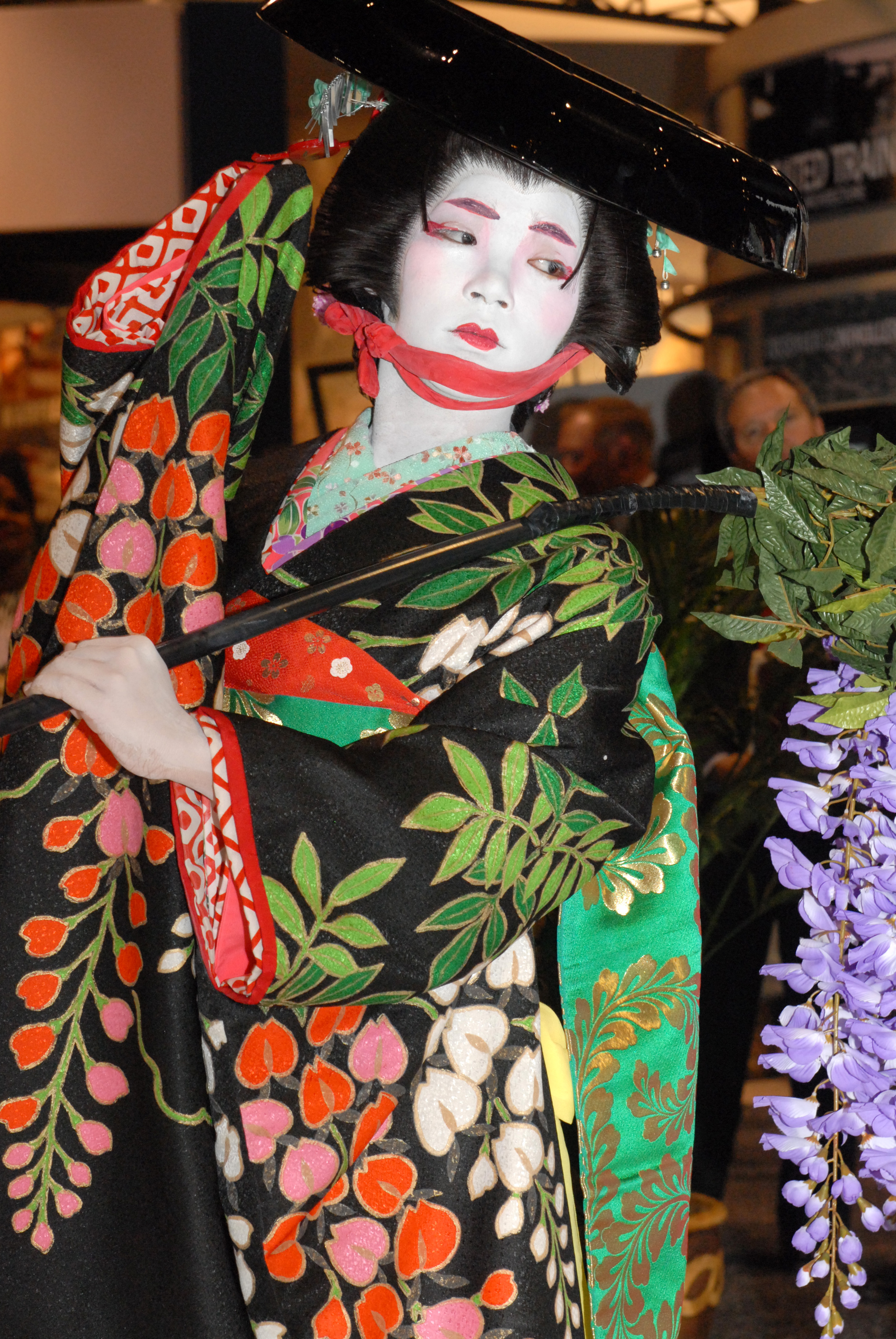
ワシントンDCの日本舞踊家の藤娘

## 大津絵の藤娘

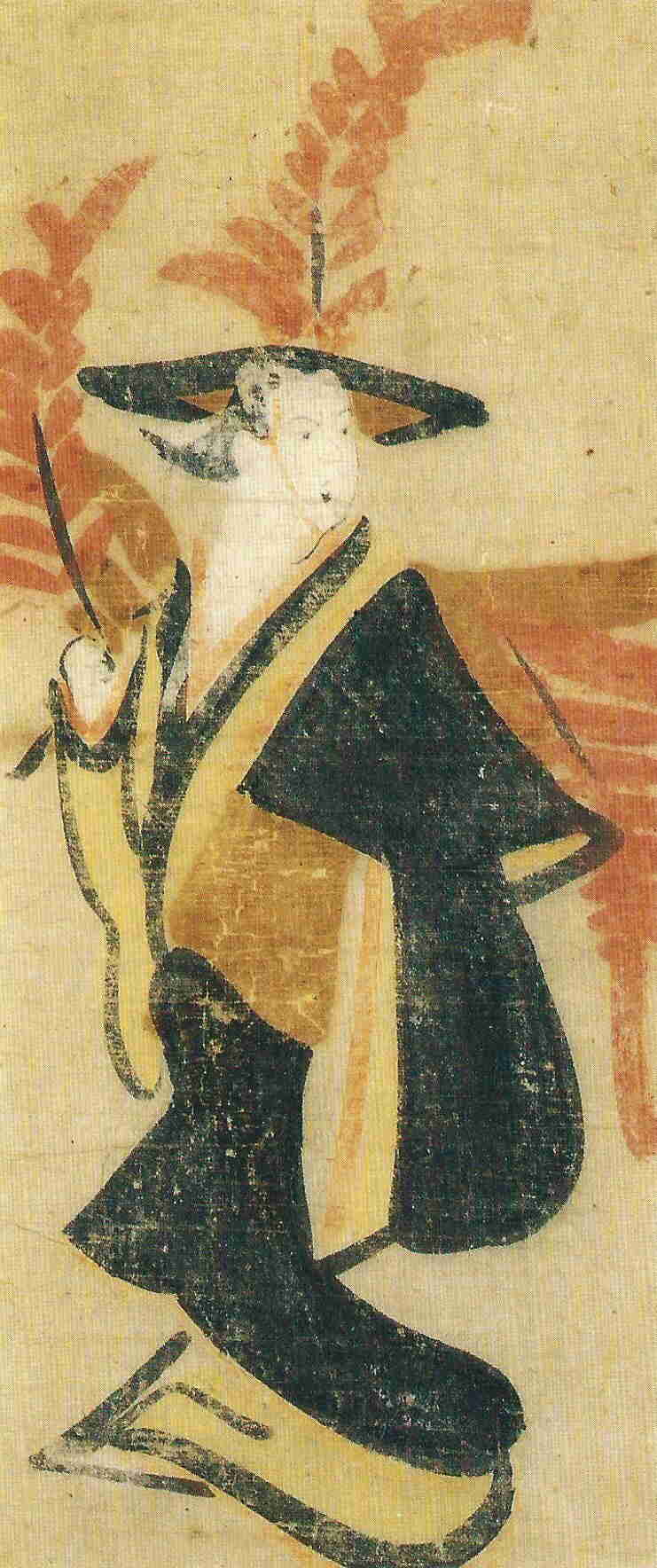
大津絵　藤娘

藤娘は、近江国大津の名物で又平という絵師が作ったと言う戯れ絵、大津絵の画題の一つ。「良縁」の護符とされた｡かつぎ娘、藤かつぎ娘とも。

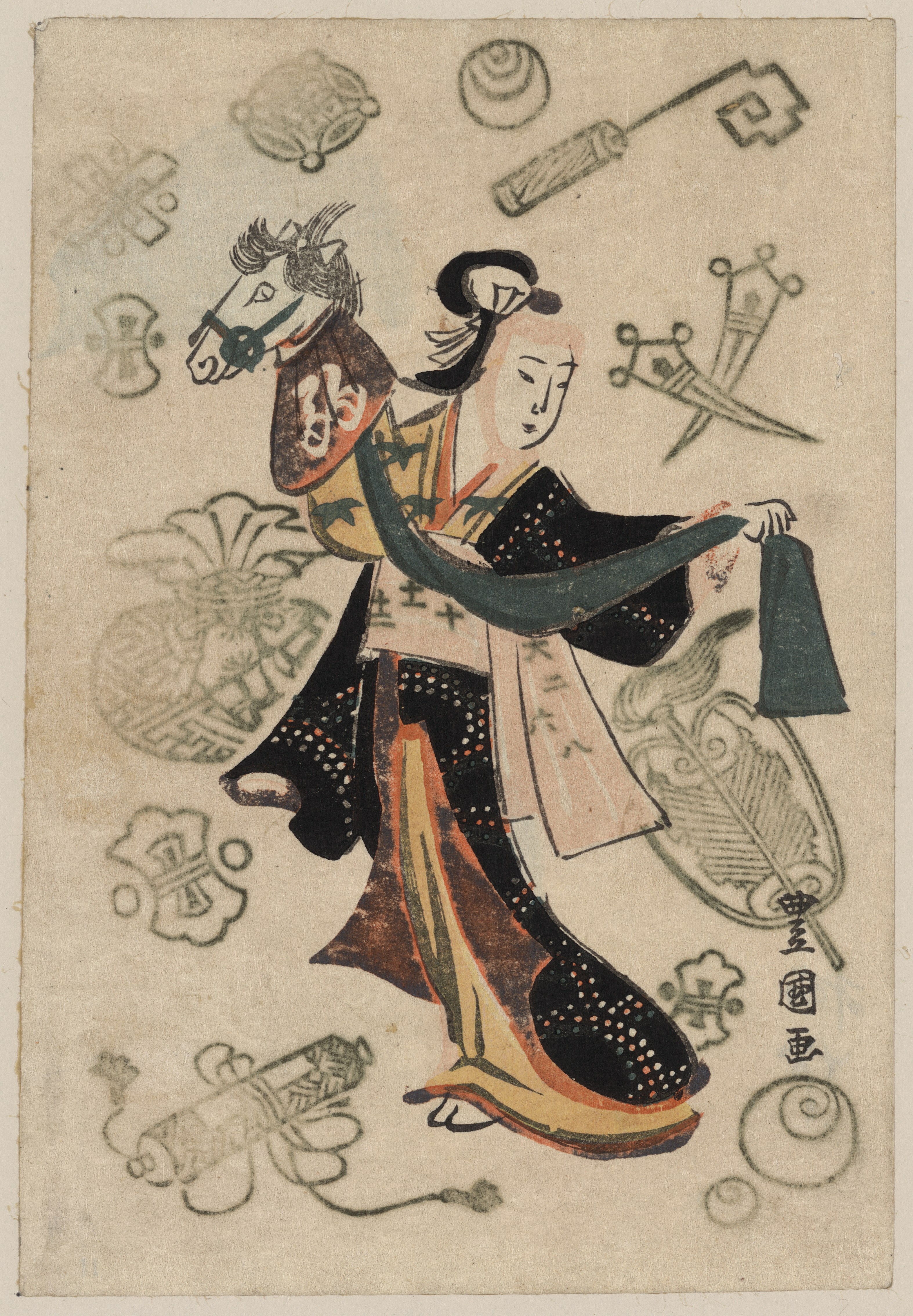
『藤娘の春駒』

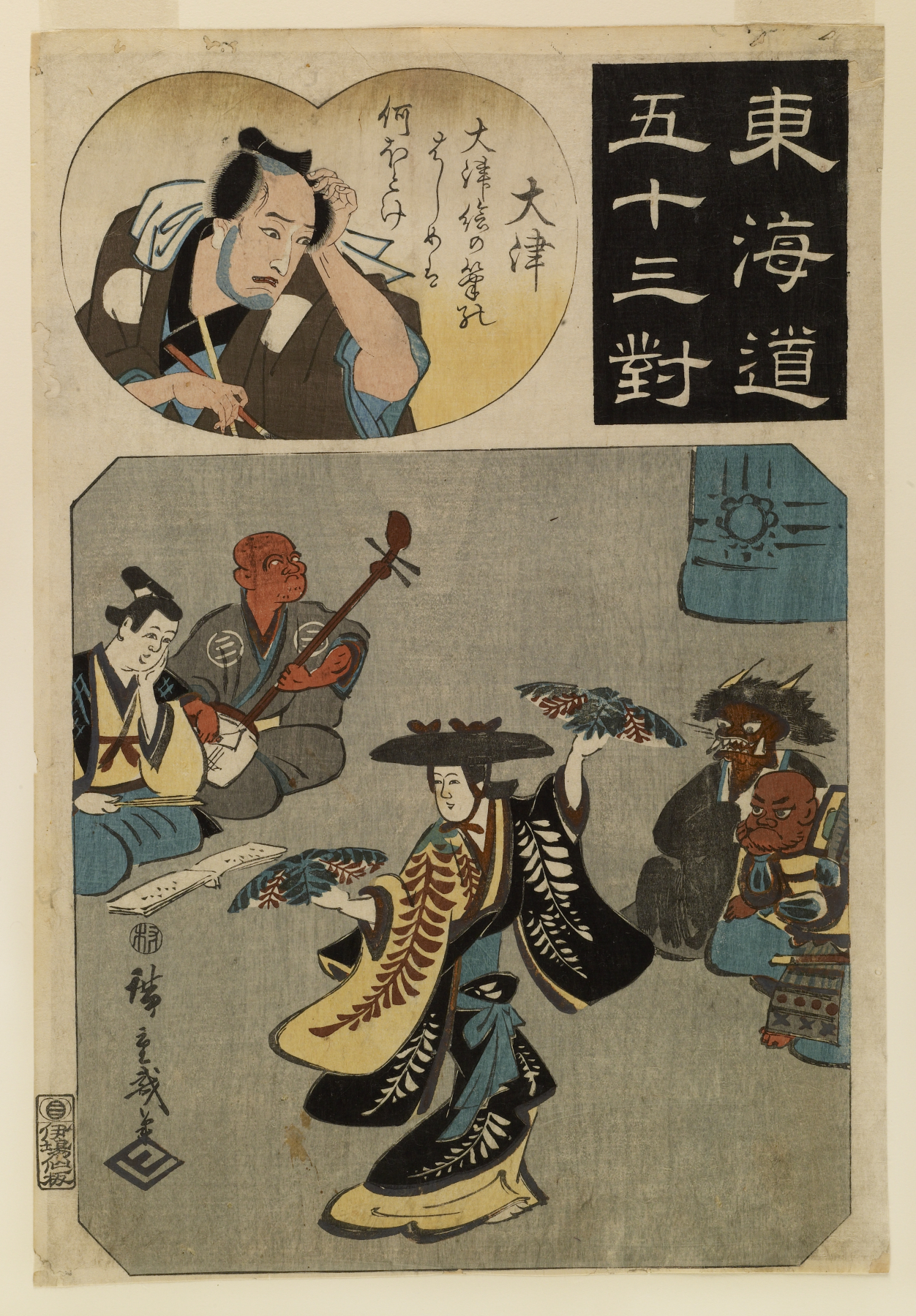
歌川広重『東海道五十三對 大津』は歌舞伎演目『傾城反魂香』の一幕「吃又」を題材とする錦絵。又平（モデルは岩佐又兵衛)が描いた大津絵の主役らが絵から抜け出して踊りだす場面を描いたもの。冒頭の「大津繪の筆のはしめは何佛」は松尾芭蕉の句

## 歌舞伎舞踊の藤娘
藤娘は、大津絵の『かつぎ娘』に題をとった長唄による歌舞伎舞踊の演目。文政9年（1826年）江戸中村座初演、二代目關三十郎が舞った。作詞は勝井源八。もとは絵から出て来た娘が踊るという趣向の五変化舞踊『哥へす哥へす余波大津絵』の一曲だったが、六代目尾上菊五郎が娘姿で踊る藤の精という内容に変えて演出を一新して以来その型が一般的になり、今日でも人気の歌舞伎舞踊の演目の一つであるばかりか、日本舞踊でも必須の演目の一つとなっている。

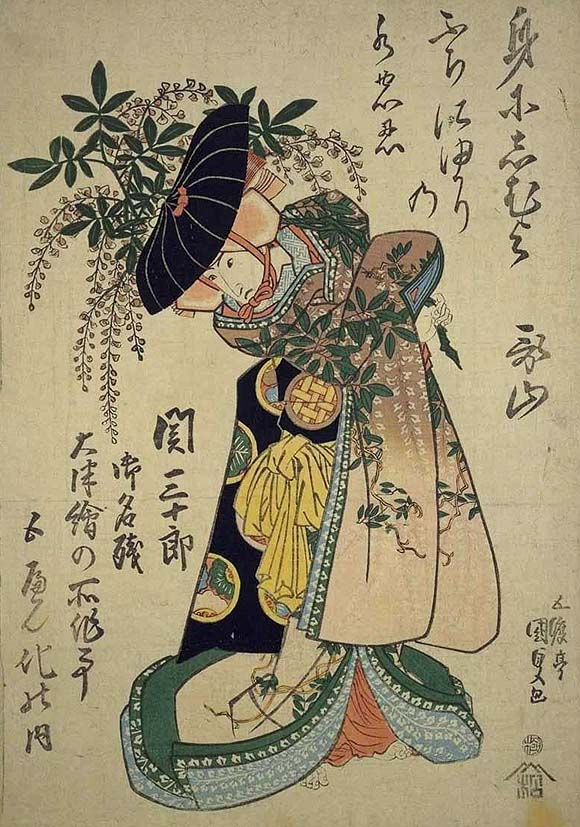
歌川国貞「三十郎・大津絵藤娘」

### 初演時の藤娘
変化舞踊『哥へす哥へす余波大津絵』（かえすがえす おなごり おおつえ）」の一曲。『藤娘』は最初の曲で、花道のすっぽんから現れて大津絵同様の姿で踊った。なお初演時には藤娘の曲が終りかかると、舞台に着ぐるみの犬が出てきて娘に飛びつく、すると娘がびっくりした拍子にそれまでの鬘や衣装が舞台上で脱げ座頭の姿となり、持っていた藤の枝も仕掛けで杖に変って、そのまま犬と一緒に座頭の所作を踊るという演出だった。

### 六代目の藤娘
昭和12年（1937年）に六代目尾上菊五郎が五変化舞踊のひとつだった藤娘を独立させ、長唄の間に『藤音頭』（岡鬼太郎作）を挿入して演出を一新したもの。藤の絡んだ松の大木は、松が男を、藤が女を象徴している。筋は、藤の絡んだ松の大木の前に藤の枝を手にした藤の精が、意のままにならない男心を切々と嘆きつつ踊る。やがて酒に酔い興にのって踊るうちに遠寺の鐘が鳴り夕暮れを告げると、娘も夕暮れとともに姿を消す、というもの。　 

### 歌詞
若むらさきに　とかえりの　花をあらわす　松の藤浪

人目せき笠　塗笠しゃんと　振かかげたる　一枝は

紫深き　水道の水に　染めて　うれしきゆかりの色に

いとしと書いて藤の花　エエ　しょんがいな

裾もほらほら　しどけなく

鏡山　人のしがより　この身のしがを

かへりみるめの　汐なき海に　娘すがたの　はづかしや

男ごころの憎いのは　ほかのおなごに　神かけて

あはづと三井（みい）のかねごとも　堅い誓いの石山に

身はうつせみの　から埼や　まつ夜をよそに　比良の雪

とけて　逢瀬の　あた妬ましい　ようものせたにゃ　わしゃのせられて

文も堅田の　かただより　こころ矢橋の　かこちごと

松を植よなら　有馬の里へ植えさんせ

いつまでも　変わらぬちぎり　かいどりづまで　よれつ　もつれつ　まだ寝がたらぬ

宵寝まくらの　まだ寝が足らぬ　藤にまかれて　寝とござる

アア何とせうか　どせうかいな

わしが小まくら　お手まくら

空もかすみの夕照りに　名残惜しみて　帰る雁金

流派によって多少異なる。間に「潮来出島」や「藤音頭」が挿入される。
- 潮来出島

潮来出島の真菰の中に

菖蒲咲くとはしおらしい　サアサよいやサア

宇治の柴船　早瀬を渡る

わたしゃ君ゆえ　のぼり船　サアサよいやサア

花はいろく五色に咲けど

主に見かえる花はない　サアサよいやさ

花を一もと　わすれて来たが　後で咲くや開くやら

サアサよいやサー　よいやさ　しなもなく

花にうかれて　ひと踊り

- 藤音頭

藤の花房色よく長く

可愛いがろとて酒買うて　飲ませたら
                                        
うちの男松に　からんでしめて

てもさても　十返りという名のにくや

かへるという忌み言葉

はなものいわぬ　ためしでも

しらぬそぶりは　ならのきょう

松にすがるも　すきずき

松をまとうも　すきずき

好いて好かれて

はなれぬ仲は　ときわぎの　たち帰えらで

きみとわれとか　おゝ嬉し　おゝうれし

## 可へす可へす余波大津絵
『可へす可へす余波大津絵』（かえすがえすおなごりおおつえ）は文政9年（1826年）江戸中村座初演の五変化舞踊。勝井源八・三升屋二三治作。4代目杵屋六三郎（長唄）・初代清元斎兵衛（清元）作曲。外題に「かえすがえす」とあるのは初演の2代目關三十郎が江戸歌舞伎から上方歌舞伎に戻る直前に演じたことにちなむ。